# 270 Anahita
A 270 Anahita a Naprendszer kisbolygóövében található aszteroida. Christian Heinrich Friedrich Peters fedezte fel 1887. október 8-án.